# Општина Коцофанешти (Бакау)
Коцофанешти (рум. Coţofăneşti) општина је у Румунији у округу Бакау.
Oпштина се налази на надморској висини од 173 m.